# Orchomenyx tabarini
Orchomenyx tabarini is een vlokreeftensoort uit de familie van de Lysianassidae. De wetenschappelijke naam van de soort is voor het eerst geldig gepubliceerd in 1972 door Thurston.